# Mogador (tàu khu trục Pháp)
Mogador là một tàu khu trục lớn (tiếng Pháp: contre-torpilleurs) của Hải quân Pháp, chiếc dẫn đầu của lớp tàu khu trục Mogador. Được đặt theo tên trước đây của thị trấn Essaouira tại Maroc, nó được chế tạo ngay trước khi Chiến tranh Thế giới thứ hai nổ ra, và thuộc lớp tàu khu trục áp chót được Hải quân Pháp chế tạo. Cùng với chiếc tàu chị em Volta, Mogador được thiết kế trong một nỗ lực chế tạo một con tàu có thể đánh bại mọi tàu chiến khác có trọng lượng choán nước nhỏ hơn. Nó không được thành công như mong đợi, do sở hữu một dàn vũ khí của tàu tuần dương hạng nhẹ trên một lườn tàu khu trục. Hai chiếc trong lớp được mô tả là đã đẩy khái niệm tàu khu trục vượt quá "giới hạn của mọi khả năng".
Mogador bị hư hại nặng vào ngày 3 tháng 7 năm 1940, khi lực lượng Hải quân Anh tấn công hạm đội Pháp tại Mers-el-Kébir. Sau khi được sửa chữa và đi đến Toulon, nó lại bị chính thủy thủ đoàn của nó đánh đắm trong cảng Toulon khi quân Đức tìm cách chiếm nó cùng với phần còn lại của hạm đội vào ngày 27 tháng 11 năm 1942. Cuối cùng nó bị tháo dỡ vào năm 1949.